# James Erskine (Lord Alva)
James Erskine, Lord Barjarg et Alva (20 juin 1722 - 13 mai 1796) est un avocat écossais du XVIIIe siècle qui devient sénateur du Collège de justice. Pour plus de commodité, il est généralement appelé James Erskine, Lord Alva.

## Biographie
Il est né à Edimbourg, le fils de Charles Erskine (Lord Tinwald), Lord Justice Clerk d'Ecosse, et de son épouse, Grisel Grierson .
Il devient avocat en 1743 et shérif-député de Perthshire en 1748. En 1754, il devient baron de l'Échiquier et en 1758 chevalier maréchal d'Écosse. En 1761, il remplace Patrick Boyle, Lord Shewalton, comme sénateur du Collège de justice .
En 1772, il change son titre en Lord Alva quand il hérite des domaines des Erskines d'Alva, Clackmannanshire. Il vit à Drumsheugh House dans l'ouest d’Édimbourg . En 1758, il est nommé chevalier Marischal .
Il est décédé le 13 mai 1796 à Drumsheugh House  et est enterré dans le cimetière de St Cuthberts. La tombe se trouve sur le premier mur de séparation au nord de l'église, juste à l'ouest du grand monument attribué à Alexander Murray, Lord Henderland.
Sa place de sénateur a été occupée par Robert Cullen (Lord Cullen) (en).
Drumsheugh House est démolie vers 1860 pour construire la route de liaison entre le domaine Moray et la zone Haymarket, maintenant appelée jardins Drumsheugh.

## Famille
Il est marié à Jean Stirling (1719-1797), fille de John Stirling d'Herbertshire .
Leur fille, Isabella Erskine (décédée en 1827), épouse le lieutenant-colonel Patrick Tytler, fils du collègue juridique de Lord Alva, William Tytler (en) et petit-fils d'Alexander Fraser Tytler.
Il est le frère cadet de Charles Erskine (1716-1749).